# Sebungke
Sebungke is een bestuurslaag in het regentschap Aceh Tenggara van de provincie Atjeh, Indonesië. Sebungke telt 361 inwoners (volkstelling 2010).